# Інтимак (Жуалинський район)
Інтима́к (каз. Ынтымақ) — село у складі Жуалинського району Жамбильської області Казахстану. Входить до складу Шакпацького сільського округу.
Населення — 425 осіб (2021; 438 у 2009, 404 у 1999, 394 у 1989).